# École Saint-Marc (Mbabane)
L' école Saint-Marc (Mbabane) est une école publique mixte de Mbabane, Eswatini . Elle a été fondée en 1908 par le révérend Christopher Watts (en) du diocèse anglican du Swaziland, qui sera nommé évêque de Sainte-Hélène , puis évêque de Damaraland. 

## Anciens élèves célèbres
- Patrice Motsepe , homme d'affaires et dirigeant sportif (African Rainbow Minerals , Harmony Gold ), président des chambres de commerce et d'industrie d'Afrique du Sud (CHAMSA);
- Phuthuma Nhleko (en), directeur général du groupe de télécommunications MTN;
- Richard E. Grant, acteur et réalisateur britannique.